# Swains Island
Swains Island (samoanisch Olosega, tokelauisch Olohega, früher auch: Quiros oder Quiros Island) ist eine unbewohnte Insel im Südpazifik, die geographisch zu den Union-Inseln und kulturell zu Tokelau gehört, politisch jedoch Teil Amerikanisch-Samoas ist.

## Geografie
Swains Island ist ein gehobenes Atoll mit einer Küstenlinie von 13 km und einer Gesamtfläche von 3,5 km². Die flache Insel erhebt sich nur 5 bis 8 m über den Meeresspiegel.
Das Atoll verdankt seine Entstehung dem Vulkanismus und ist geologisch gesehen Teil der Tokelau-Vulkankette. Das geschlossene Saumriff liegt dicht an, nur 100 bis 250 m von der Küste entfernt. Flachwasserbereiche außerhalb des Riffs sind nicht vorhanden. Fächerecholot-Untersuchungen im Jahr 2006 haben gezeigt, dass steile Hänge bereits weniger als einen Kilometer vor der Küste in ozeanische Tiefen abfallen.
Eine flache, an der tiefsten Stelle nur 12 m tiefe Lagune bedeckt 1,6 km², fast die Hälfte der Inselfläche. Sie hat keine Verbindung zum Ozean. Im Süden ragt eine Halbinsel in die Lagune hinein. Das Wasser ist leicht alkalisch und hat einen schwachen Salzgehalt von 4–5 ‰. Dicke Algenmatten bedecken den Boden der Lagune, das Wasser ist trüb und von Algen durchsetzt.:9
Die Insel gehört nach der Klassifikation des Klimas von Köppen und Geiger zur tropischen Klimazone Af. Die jährliche Durchschnittstemperatur liegt bei 28 °C mit nur geringen monatlichen Schwankungen.:7
Am 26. Februar 2005 passierte der Zyklon „Percy“ Swains Island und richtete erhebliche Schäden an der Vegetation an. Die Insel wurde von einer Flutwelle getroffen, die große Landflächen überschwemmte. Der Sturm zerstörte neun Hauser des Dorfes und beschädigte die „Residenz“ der Familie Jennings im Süden. Zu diesem Zeitpunkt hielten sich acht Personen auf Swains Island auf, sie kamen jedoch nicht zu Schaden.

## Flora und Fauna

### Flora
Die natürliche Vegetation von Swains Island ist erheblich gestört, sie wird mittlerweile von angepflanzten Kokospalmen dominiert. Die Palmenhaine sind jedoch – wegen des Verfalls der Kopra-Preise – größtenteils aufgegeben und inzwischen von Sekundärvegetation durchsetzt. Reste der ursprünglichen Flora, die weitgehend den Pflanzengemeinschaften der übrigen Tokelau-Inseln ähnelt, sind spärlich. Auffallend ist das Fehlen der sonst üblichen „Pes-Caprae-Formation“ (siehe → Ziegenfuß-Prunkwinde) in den Strandbereichen. Stattdessen kommen am exponierten Sandstrand oberhalb der Flutmarke häufig die Gräser Lepturus repens und Fimbristylis cymosa in verstreuten Ansammlungen vor. Das küstennahe Buschland wird dominiert von Scaevola taccada (im Englischen bekannt als „Beach cabbage“). Weiterhin kommen vor: Pemphis acidula, das Samtblatt (Heliotropium foertherianum) und Cassytha filiformis. Der sich anschließende offene Küstenwald mit Hernandia sonora als dominierender Pflanze, Pandanus tectorius, Pisonia grandis und Guettarda speciosa ist weitgehend verdrängt von Kokosplantagen. Die autochthonen Arten behaupten sich nur noch als Sekundärbewuchs zwischen den Palmen. Da die Plantagen jedoch nicht mehr bewirtschaftet werden, können sie sich wieder mehr und mehr ausbreiten.

### Fauna
Der Naturforscher Titian Ramsay Peale (1799–1885) der United States Exploring Expedition beobachtete die Insel von Bord der U.S.S. Peacock im Februar 1841, ohne sie zu betreten. Er bemerkte eine auffallend geringe Anzahl von Vögeln. Im Rahmen der biologischen Bestandsaufnahme und Überwachung entsandte das Ministerium für Meeres- und Wildtierressourcen von Amerikanisch-Samoa (American Samoa Department of Marine and Wildlife Resources) im September 2012 Biologen nach Swains Island, um die Fauna zu kartieren:
Die Kolonie der Seevögel wird dominiert von Noddis (Anous stolidus und Anous minutus) und Feenseeschwalben (Gygis alba). Außerdem gibt es Arielfregattvögel (Fregata ariel), Bindenfregattvögel (Fregata minor) und Rotfußtölpel (Sula sula) in weniger großen Populationen. Vom Menschen eingeführte Tiere stellen eine Bedrohung insbesondere der bodenbrütenden Arten dar. Wildschweine (Sus scrofa) wurden kürzlich entnommen, aber es existieren noch mehrere Kolonien von verwilderten Hauskatzen (Felis catus), wie aus Sichtungen und Spuren in drei verschiedenen Gebieten der Insel hervorging. Pazifische Ratten (Rattus exulans) sind auf der gesamten Insel heimisch. Nur zwei Spezies von Landvögeln wurden gesichtet: die Tongafruchttaube (Ducula pacifica) und der Langschwanz-Kuckuck (auch Langschwanzkoel, Eudynamys taitensis).
In den Kokoshainen hat sich eine große Population des Palmendiebs (Birgus latro) entwickelt. Die Brackwasserlagune beherbergt keine Invertebraten, aber zwei nicht näher bestimmte Arten von Fischen der Gattungen Poecila und Gobiidae.

Bilder
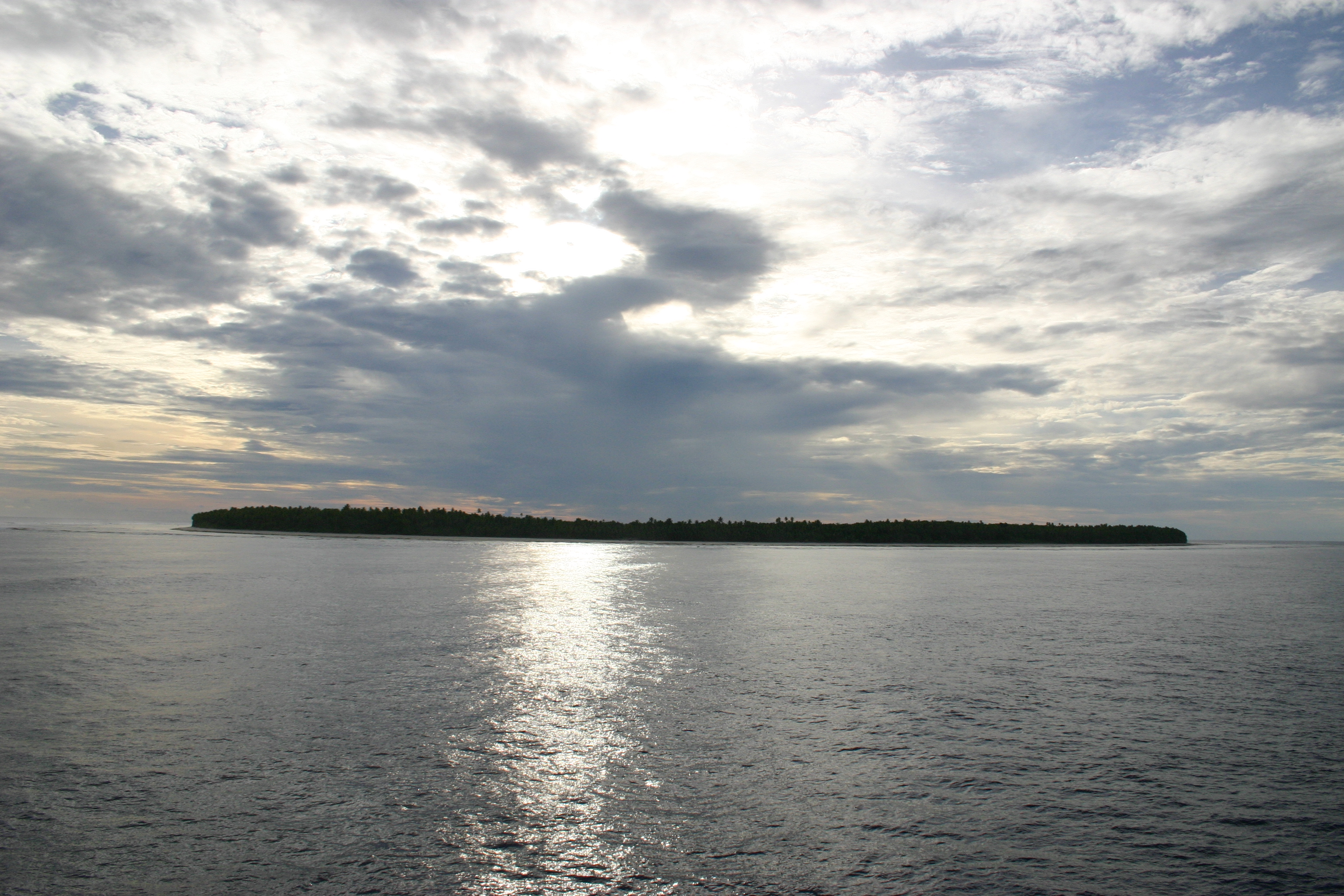
Swains aus der Ferne
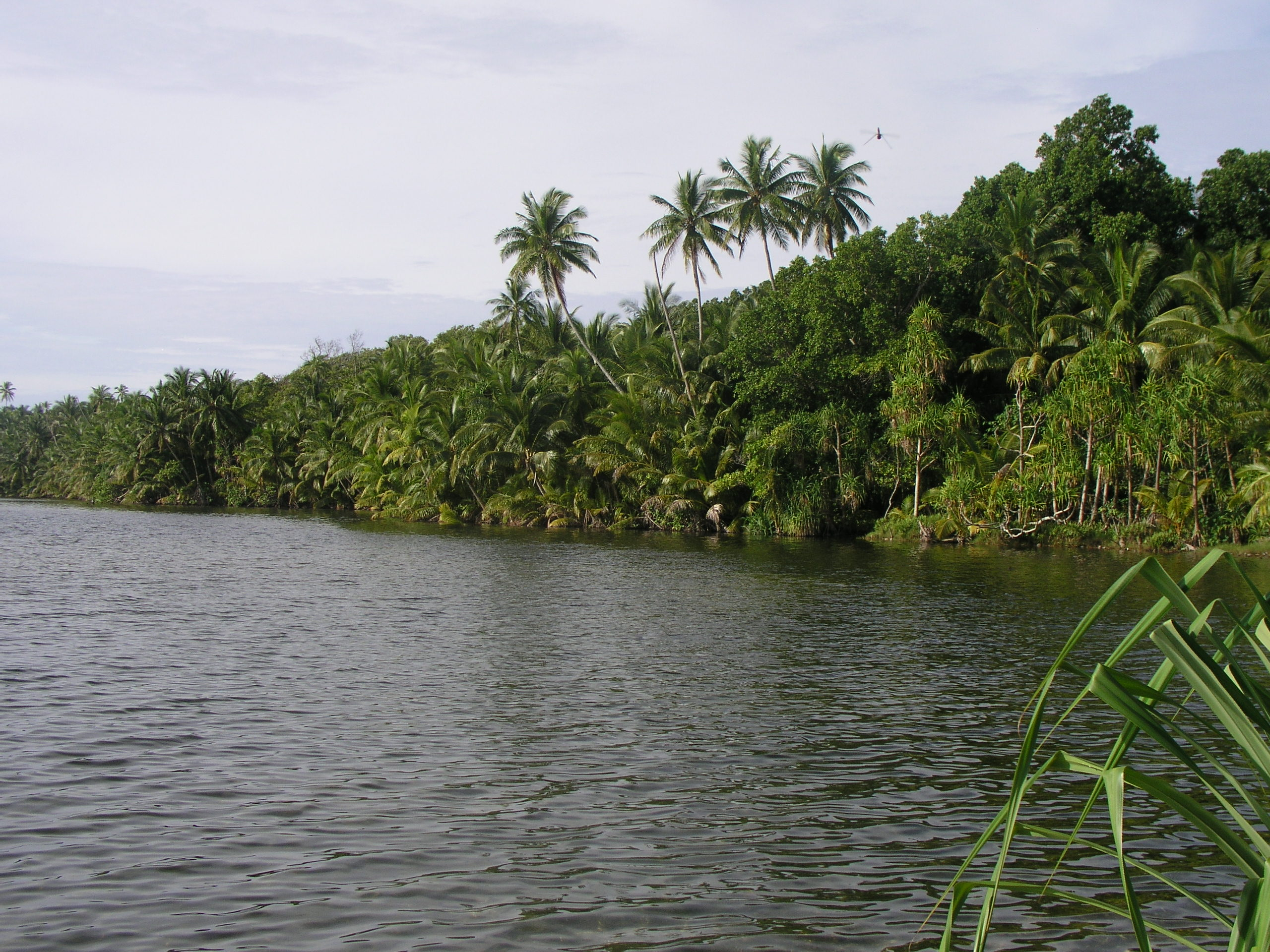
Die Lagune von Swains
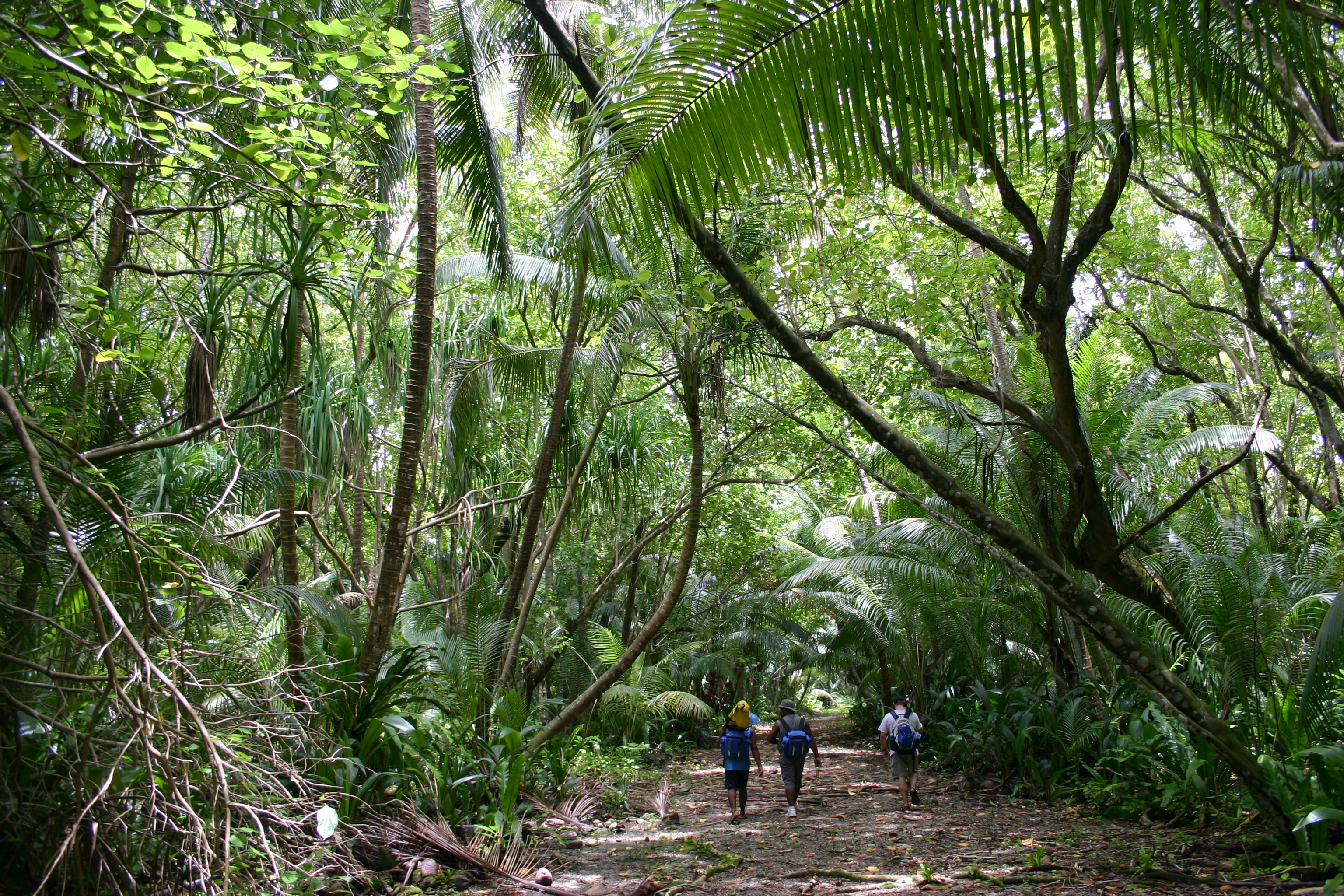
Straße im Inselinneren
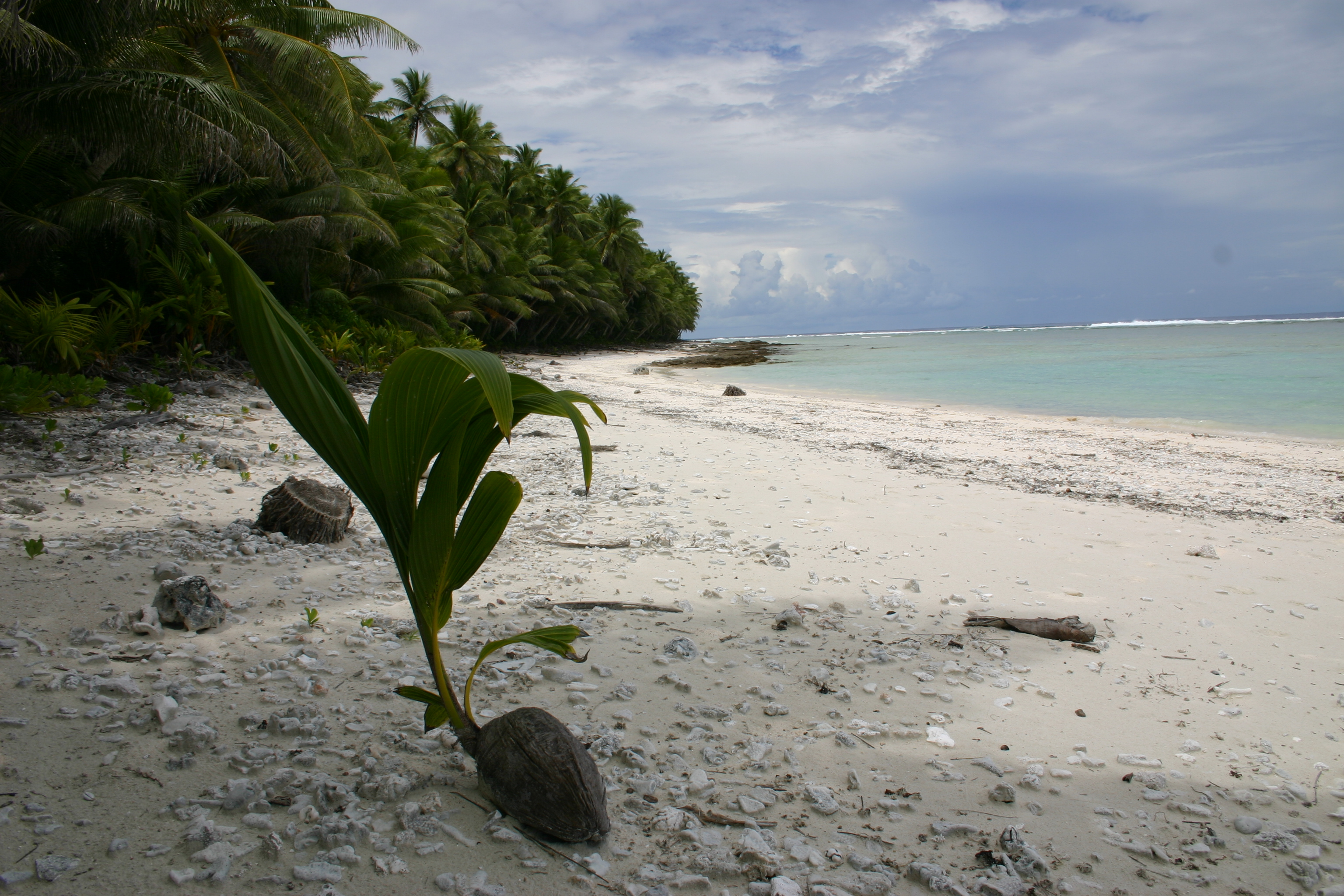
Strand auf Swains Island

## Geschichte

### Frühgeschichte
Über die Frühgeschichte von Swains Island – vor der europäischen Entdeckung – ist wenig bekannt. Mündliche Überlieferungen von Tokelau belegen frühe Verbindungen zwischen Tokelau und Swains Island. Einen wahren Kern der Legenden vorausgesetzt, lässt sich daraus schließen, dass Swains Island einst dauerhaft bewohnt war.
Etwa in der Mitte der Halbinsel, die in die Lagune hineinragt, befindet sich eine etwa 2 × 2 Meter große Zeremonialplattform unbekannten Alters, die den Ureinwohnern zugeschrieben wird. Sie hat die Form eines unregelmäßigen Sechsecks aus aufrecht stehenden, im Boden verankerten Korallen-Platten und ist aufgefüllt mit Korallenschutt. An der Nord- und der Südseite reichen zwei 2 m lange, gekrümmte „Arme“, Ausläufer aus Kalksteinplatten, heraus. Zwischen diesen Ausläufern steht ein 1,5 m hoher Orthostat. Vergleichbare aufrecht stehende Steine (Tupua) wurden auf den Tokelau-Inseln verehrt. Die Bauweise der kleinen Anlage ähnelt dem Erscheinungsbild der größeren Zeremonialanlagen Polynesiens (Marae), insbesondere des Tuamotu-Archipels. Die Zeremonialplattform ist bereits auf einer Karte von Swains Island aus dem Jahr 1941 mit der Benennung „Ruins“ eingezeichnet, wurde jedoch erst 2013 wissenschaftlich dokumentiert.:36
Nach einer mündlich überlieferten Legende aus Tokelau eroberten einst Krieger von dem 185 km nördlich gelegenen Fakaofo Swains Island. Sie ermordeten die meisten Männer und entführten den „König“. Der jedoch verhängte einen Fluch über die Insel und als Siedler aus Fakaofo auf Swains Island eintrafen, herrschte dort eine katastrophale Dürre und alle Fische verschwanden, sodass die Eroberer verhungerten.:212

### Entdeckungsgeschichte
Am 2. März 1606 entdeckte der portugiesische Seefahrer in spanischen Diensten Pedro Fernández de Quirós eine bewohnte Insel, die er als flach beschrieb, ungefähr 6 Leagues (33 km) lang und mit Palmenhainen dicht bewachsen. Die Insel, die er „Peregrina“ taufte, hatte eine Lagune und lag auf der Position 10° 20´ Süd, wie er angab 1600 Leagues (rund 9000 km) von Lima entfernt. Luiz Váez de Torres, Kapitän der San Pedrico, des zweiten Schiffes der Quiros-Expedition, nannte diese Insel „Matanza“. Quiros hielt sich zwei Tage auf der Insel auf und kam auch in Kontakt mit den freundlichen Bewohnern. Der spanische Mönch und Historiker Juan de Torquemada, war von Quiros Beschreibung der physischen Attribute der Eingeborenen so beeindruckt, dass er die Insel „Gente Hermosa“, Insel der Schönen Menschen, genannt hat.
Die einzige Insel, die der von Quiros ermittelten Breite nahe kommt, ist Swains Island. Das hat einige Autoren zu der Annahme veranlasst, Quiros sei der erste Europäer gewesen, der Swains Island gesehen hat. Im 17. Jahrhundert war die Positionsbestimmung auf See noch sehr ungenau, da Sextanten und zuverlässige Uhren nicht zur Verfügung standen. Tatsächlich dürfte Quiros Entdeckung eher ein Atoll der Cookinseln gewesen sein, etwa Manihiki oder Rakahanga.:74–75
Kapitän Jonathan Swain segelte mit der Bark Independence am 20. Juli 1820 von Nantucket zu einer Walfangexpedition in den Pazifik. Auf dieser Reise entdeckte er Swains Island, der genaue Zeitpunkt ist nicht bekannt. Swain landete nicht, schilderte die Insel aber als mit Kokospalmen und Pandanus dicht bewaldet.
Die United States Exploring Expedition unter Charles Wilkes erreichte im Januar 1841 die Tokelau-Inseln. Nach der Erkundung von Nukunonu entschloss sich Captain William Levereth Hudson (1794–1862), Kommandant der Sloop U.S.S. Peacock, die Insel „Gente Hermosa von Quiros“ zu suchen. Am 31. Januar 1841 sichtete Hudson auf der Position 170° 55´ 15´´ West und 11° 5´ Süd ein flaches, dicht bewachsenes Eiland.

„Its situation differs from the position laid down for that of Quiros. Captain Hudson therefore called it Swain's Island, after the master of a whaler, who had informed him of its existence.
Ihre Position unterscheidet sich von der, die Quiros festlegte. Kapitän Hudson nannte sie deshalb Swain's Island, nach dem Kapitän eines Walfängers, der ihn über ihre Existenz informiert hatte.“

Zwar ließ Hudson Boote ausbringen, aber wegen schlechten Wetters und eines hohen Wellenganges gelang die Landung nicht. Eines der Boote kippte in der Brandung um und wurde beschädigt, die Besatzung blieb jedoch unversehrt.
Nach dem Guano Islands Act vom 18. August 1856 gehören unbewohnte Inseln, auf denen es Guano-Vorkommen gibt, zum Staatsgebiet der Vereinigten Staaten, wenn ein US-Staatsbürger sie entdeckt und in Besitz genommen hat. Nach diesem, nach wie vor gültigen Bundesgesetz erhob im Jahr 1859 Captain William W. Taylor, ein Walfänger aus South Dartmouth, Massachusetts, den Besitzanspruch auf 43 Inseln, darunter auch Swains Island. Taylor hatte sich alte Karten besorgt, darauf scheinbar unbewohnte Inseln identifiziert und sich als Erstentdecker bezeichnet. In Wirklichkeit hat er keine dieser Inseln je betreten. Taylor trat seinen Anspruch an die American Guano Company von Alfred E. Benson ab. Da aber auf Swains Island kein Guano zu finden war, waren die Ansprüche obsolet.
Doch noch ein Seefahrer, ein auf Samoa gestrandeter Brite namens Alexander Turnbull, angeblich ein Kapitän, reklamierte die Erstentdeckung für sich. Obwohl die Ansprüche kaum zu Recht bestanden – Turnbull hat die Insel wahrscheinlich nie betreten – verkaufte er seine angeblichen Rechte 1856 an einen auf Samoa lebenden, ehemaligen Walfänger, den US-Amerikaner Eli Hutchinson Jennings Sr.
Jennings und seine Frau Malia (christianisiert: Maria), eine samoanische Häuptlingstochter, landeten auf Swains Island am 10. Oktober 1856 und hissten die amerikanische Flagge. Auf der Insel waren zu dieser Zeit einige Männer von Fakaofo, die die reichhaltigen Fischgründe nutzten, sich dort aber nur zeitweilig aufhielten. Jennings heuerte einige von ihnen an, um Kokosplantagen anzulegen, und konnte sie überzeugen, sich mit ihren Familien dauerhaft auf Swains Island anzusiedeln. Sie errichteten das Dorf Taulaga mit mehreren Wohnhäusern und offenen Unterständen zur Kopra-Trocknung. In den 1880er Jahren kamen eine Schule sowie eine Kirche hinzu. Mit den Jahren wurden unbefestigte Fahrstraßen zur Erschließung der Plantagen angelegt sowie ein hölzerner Bootssteg und eine Feldbahn mit handgezogenen Loren zum Verladen der Kopra. Jennings baute an der Südküste, an einem Platz, den er „Etena“ (Eden) taufte, für sich und seine Familie ein Haus, genannt „Die Residenz“. Das Haus steht heute noch, befindet sich aber mittlerweile im Zustand fortgeschrittenen Verfalls.
1863 suchten Blackbirder die Tokelau-Inseln heim. Am 9. Februar 1863 verließ die peruanischen Bark Rosa Patricia Apia und segelte zu den Tokelaus, um billige Arbeitskräfte für die Haziendas in Chile und Peru zu rekrutieren. Das geschah mehr oder weniger zwangsweise und die Arbeitsverhältnisse ähnelten oft der Sklaverei. Bei einem Zwischenaufenthalt auf Swains Island engagierte Kapitän Mota als Anwerber und Dolmetscher für die Rundreise zu den Inseln Fakaofo, Nukunonu und Atafu Eli Hutchinson Jennings Sr., der die Landessprache fließend beherrschte. Von diesen Inseln wurden insgesamt 253 Menschen nach Callao verbracht. Niemand von ihnen kehrte in die Heimat zurück.:65
Am 3. Mai 1890 sowie erneut vom 19. bis 20. Mai 1890 besuchten der Schriftsteller Robert Louis Stevenson und seine Frau Fanny Van de Grift-Stevenson Swains Island. In ihrem Tagebuch beschreibt Fanny Stevenson das Leben auf der kleinen Insel. Sie war damals besiedelt von Eli Jennings Jr. (Stevenson nennt ihn „King Jennings“) mit seiner Familie und 80 weiteren Einwohnern.:

„There is a good road on the island, excellent houses, a church, and a schoolhouse containing an imported schoolmaster. From a tall building used for storing copra men were already laying a temporary wooden track down to the landing for the copra trucks to run upon.
Es gibt eine gute Straße auf der Insel, sehr schöne Häuser, eine Kirche und ein Schulhaus, mit einem eingeführten Schulmeister. Von einem großen Gebäude, in dem Kopra gelagert wurde, verlegten Männer bereits eine provisorische Holzbahn zum Landeplatz, auf der die Wagen für die Kopra fahren konnten.“

Weiterhin berichtet sie über eine kuriose Variante der US-amerikanischen Nationalflagge:

„A flag was hoisted on Quiros, the stars and stripes, with what appeared to be a dove in the field. We asked with some curiosity what the dove indicated. They told us that a night-bird came and cried about the settlement for months; this was supposed to bode sickness; so to propitiate the ill-omened bird it was added to the flag.
Auf Quiros [Swains Island] wurde eine Flagge gehisst, das Sternenbanner mit etwas im Feld, das wie eine Taube aussah. Wir fragten neugierig, was die Taube bezeichne. Sie erzählten uns, dass ein Nachtvogel kam und monatelang über der Siedlung schrie. Das würde Krankheit ankündigen. Um den unheilvollen Vogel zu besänftigen, wurde er der Flagge hinzugefügt.“

Swains Island ist physiografisch kein Teil des samoanischen Archipels, sondern wurde ursprünglich als eine der Tokelau-Inseln betrachtet, die politisch zum britischen Protektorat der Gilbert- und Elliceinseln gehörten. Die Regierungsbehörden in London zweifelten daher den Privatbesitz von Eli Jennings Jr., der die Insel von seinem 1878 verstorbenen Vater geerbt hatte, an, sodass der damalige Bevollmächtigte des Vereinigten Königreichs für die Gilbert- und Elliceinseln (Resident Commissioner of the Gilbert and Ellice Islands) in Apia entschied, dass Swains Island zu seinem Territorium gehöre. Als 1909 zwei britische Beamte nach Swains Island reisten und versuchten, von Jennings Steuern einzutreiben, zahlte er nur unter Protest. Da er jedoch US-amerikanischer Staatsbürger war, bekam er schließlich Recht und die Steuer wurde erstattet.
Der Transport der Kopra von Swains Island nach Samoa erfolgte mit zwei Schiffen der „Samoa Shipping and Trading Company Ltd.“, die Firma existiert heute noch. Einer der damaligen Eigentümer der Gesellschaft, ein Captain E. F. Allen, wollte sich die Insel aneignen, da er erkannt hatte, dass mit der Kopra-Produktion beträchtliche Gewinne zu erzielen waren.:214 Der Konflikt der beiden Parteien involvierte schließlich auch die Politik, denn Jennigs Jr. wandte sich um Unterstützung an die Behörden der Vereinigten Staaten und seine Gegner an die des Vereinigten Königreiches. Das hatte zur Folge, dass der damalige Konsul der Vereinigten Staaten in Apia, Mason Mitchell, 1913 die Initiative ergriff, Swains Island unter den Schutz der US-Navy zu stellen.:215
Amerikanisch-Samoa war ab 1900 durch Abtretungsurkunde US-Territorium. Swains Island trat dem Territorium 1925 durch einen Akt des Kongresses bei:

„The sovereignty of the United States over American Samoa is extended over Swains Island, which is made a part of American Samoa and placed under the jurisdiction of the administrative and judicial authorities of the government established therein by the United States.
Die Souveränität der Vereinigten Staaten über Amerikanisch-Samoa erstreckt sich auf Swains Island, das zu einem Teil von Amerikanisch-Samoa gemacht und der Gerichtsbarkeit der Verwaltungs- und Justizbehörden der dort von den Vereinigten Staaten eingesetzten Regierung unterstellt wird.“

Die Verwaltungshoheit über Amerikanisch-Samoa wurde ursprünglich der US-Marine übertragen, die das Gebiet bis 1951 beaufsichtigte.
Am 2. Dezember 1980 wurde auf Atafu der Tokehega-Vertrag unterzeichnet, der die Seegrenze zwischen Amerikanisch-Samoa und Tokelau festlegt. Obwohl Swains Island nicht ausdrücklich erwähnt wird, stellt der Vertrag in der Präambel fest, dass Neuseeland keine Insel als Teil von Tokelau beansprucht, die von Amerikanisch-Samoa verwaltet wird.
Der Disput um Swains Island flammt allerdings im Zusammenhang mit den Unabhängigkeitsbestrebungen Tokelaus von Neuseeland von Zeit zu Zeit wieder auf, heute überwiegend in Internetforen. Tokelau hat lange versucht, die Souveränität über Swains Island zurückzubekommen. In der Präambel der Verfassung von Tokelau heißt es:

„At the dawn of time the historic islands of Atafu, Nukunonu, Fakaofo, and Olohega were created as our home. Since the days of Maui and Tui Tokelau the land, sea, and air have nurtured our people, and God has watched over us.
Am Anbeginn der Zeit wurden die historischen Inseln Atafu, Nukunonu, Fakaofo und Olohega als unsere Heimat erschaffen. Seit den Tagen von Maui und Tui Tokelau haben Land, Meer und Luft unser Volk wachsen lassen, und Gott hat über uns gewacht.“

## Bevölkerung und Infrastruktur
Das ehemals bewohnte Dorf Taulaga, das 1937 noch 125 Einwohner hatte, befindet sich an der Westküste von Swains Island. Das Statistische Amt der Vereinigten Staaten gibt für 2010 noch eine Bevölkerungszahl von 17 Personen an, 2020 wurden keine Bewohner mehr registriert. Heute sind dort nur noch einige langsam verfallende Hütten mit offenen Unterständen für die Kopra-Trocknung sowie die kleine, als Holzrahmenbau errichtete Kirche zu sehen. Auf dem etwas außerhalb des Dorfes gelegenen Friedhof befindet sich u. a. der Grabstein von Eli Hutchinson Jennings Sr. (* 14. November 1814; † 4. Dezember 1878).
Das Wasser der Lagune eignet sich nicht als Trinkwasser. Die Bewohner waren auf gesammeltes Regenwasser von den Dächern angewiesen. Einige der Zisternen aus Beton sind noch erhalten.
Auf einer Karte der Insel von 1941 ist eine Ringstraße eingezeichnet, die das Dorf, die Residenz und die Kokosplantagen verbindet. Teile der unbefestigten Straße sind, obwohl stellenweise überwachsen, noch zu erkennen. Bei Etena an der Südküste gibt es einen künstlich geschaffenen Durchbruch durch das Saumriff.

## Tourismus
Die Insel ist nach wie vor Privatbesitz, das Betreten bedarf der Erlaubnis. Schiffe verkehren nicht, Touristen können sich aber an die Familie Jennings in Apia wenden und werden manchmal für einen Tagesausflug (gegen beträchtliche Gebühr) dorthin gebracht. Forscher und Funkamateure sind gelegentliche Besucher. Eine irgendwie geartete Infrastruktur gibt es nicht, die Hütten des Dorfes sind nicht mehr benutzbar.